# Арка северного входа ВДНХ
Арка Северного входа ВДНХ — вход на Выставку достижений народного хозяйства, расположенный со стороны улицы Сергея Эйзенштейна. Арка сохранилась от довоенной выставки. Она была построена в 1938—1939 годах и изначально являлась главным входом на выставку. Ныне своё значение утратила.

## История и архитектура
Северный вход изначально являлся главным входом на выставку, уступив эту роль во время её послевоенной реконструкции входу со стороны проспекта Мира. Самая первая входная арка была построена в 1937 году по проекту архитектора Вячеслава Олтаржевского, но уже спустя год она была разобрана по причине недостаточно торжественного архитектурного облика. В 1938—1939 годах была построена ныне существующая арка, и автором её проекта был архитектор Леонид Поляков. Арка решена в стиле ар-деко и состоит из трёх пролётов с полуциркульными сводами, придающими облику постройки лёгкость и устремлённость вверх. Вся конструкция состоит из колонн, арочных перекрытий между ними и архивольтов центрального проёма, а крыша у арки отсутствует. Колонны арки украшены барельефами на сельскохозяйственную и индустриальную тематику (скульптор — Георгий Мотовилов); при этом два барельефа на внутренних стенах арки, посвящённые животноводству и растениеводству, а также механизации труда, до наших дней не сохранились, но были частично воссозданы при реставрации. Архивольты центрального проёма украшены барельефным орнаментом с изображениями плодов и растений. Высота арки составляет 21,5 метра. В 1939 году на постаменте перед аркой была установлена скульптура Веры Мухиной «Рабочий и колхозница», впоследствии перенесённая.
При послевоенной реконструкции выставки был построен новый главный вход, расположенный со стороны проспекта Мира и станции метро «ВДНХ». Северный вход в результате стал второстепенным (и именно по этой причине стал называться «Северным»). В 1970-е годы границы ВДНХ были расширены, перед Северным ходом был построен павильон № 75, в результате чего арка лишилась своей изначальной функции и перестала быть входом, оставшись только памятником довоенной выставки. В 2016—2017 годах арка Северного входа была впервые за свою историю отреставрирована и открылась после реставрации в июне 2017 года.